# Johann Christoph Schmidt (Mediziner)
Johann Christoph Schmidt (* 28. Januar 1700 in Schweinfurt; † 14. September 1724) war ein deutscher Mediziner und Arzt in Schweinfurt.

## Leben
Johann Christoph Schmidt war ein Sohn des Mediziners Johann Heinrich Schmidt und Enkel von Elias Schmidt.
Nach dem Besuch des Gymnasiums in Schweinfurt studierte er an den Universitäten Gießen (1718), Straßburg (1720) und Basel (1721) Medizin. 1721 wurde er in Basel promoviert. Anschließend  unternahm er eine Auslandsreise, die ihn in die Schweiz und nach Holland führte. Danach wirkte er als Arzt in Schweinfurt.
Am 17. Dezember 1722 wurde er unter der Matrikel-Nr. 361 mit dem akademischen Beinamen Phaeton IV. zum Mitglied der Leopoldina gewählt.
Der Mediziner Elias Heinrich Schmidt (1707–1732) war sein Bruder.

## Schriften
- De analogia regni vegetabilis cum animali. Basel, 1721 (Digitalisat)